# Три дні Кондора
«Три дні Кондора» (англ. Three Days of the Condor) — американський політичний трилер 1975 року режисера Сідні Поллака з Робертом Редфордом, Фей Данавей, Кліффом Робертсоном і Максом фон Сюдов в головних ролях. Сценарій Лоренцо Семпл-молодшого і Девіда Рейфіла був заснований на романі Джеймса Ґрейді «Шість днів кондора» 1974 року.
Дія фільму розгортається переважно в Нью-Йорку та Вашингтоні, округ Колумбія, і розповідає про книжкового дослідника ЦРУ, який одного дня повертається з обіду і виявляє, що його колеги вбиті, і намагається перехитрити відповідальних за це осіб. Фільм був номінований на премію «Оскар» за найкращий монтаж. Семпл і Рейфіл отримали премію «Едгар» від Американської асоціації письменників-детективістів за найкращий кіносценарій.

## Сюжет
Джо Тернер — книжковий аналітик ЦРУ під кодовою назвою «Кондор». Він працює в Американському літературно-історичному товаристві в Нью-Йорку, яке насправді є підпільним офісом ЦРУ. Семеро співробітників вивчають книги, газети та журнали з усього світу і порівнюють їх з реальними операціями або шукають ідеї. Тернер подає в штаб-квартиру ЦРУ звіт про роман-трилер з дивним сюжетом, який, незважаючи на погані продажі, був перекладений багатьма мовами.
Тернер виходить через чорний хід, щоб забрати обіди для співробітників. Озброєні люди вриваються в офіс і вбивають інших шістьох співробітників. Тернер повертається і бачить своїх колег мертвими; наляканий, він хапає пістолет і виходить з будівлі.
З телефонної будки він зв'язується з нью-йоркською штаб-квартирою ЦРУ у Всесвітньому торговому центрі і отримує інструкції зустрітися з Віксом, керівником свого відділу, який вивезе його в безпечне місце. Тернер наполягає, щоб Вікс привів когось знайомого, оскільки «Кондор» ніколи не зустрічався з керівником свого відділу. Вікс приводить Сема Барбера, друга Тернера по коледжу, який також не є співробітником ЦРУ. Зустріч виявляється пасткою, і Вікс намагається вбити Тернера, а той, перш ніж втекти, ранить свого начальника. Вікс вбиває Барбера, щоб усунути свідка, і, потрапивши до лікарні, звинувачує Тернера в обох вбивствах. Пізніше зловмисник усуває Вікса, відключивши йому систему життєзабезпечення.
Тернер зустрічає жінку, Кеті Хейл, і змушує її відвести його до своєї квартири. Він тримає Хейл у заручниках, поки намагається з'ясувати, що відбувається. Хейл поступово починає довіряти Тернеру, і вони стають коханцями.
Однак Жубер, європеєць, який керував розправою над колегами Тернера, знаходить схованку Тернера. Він приходить до будинку Сема Барбера і проводить з Тернером кілька напружених хвилин у ліфті, коли інші пасажири вже вийшли. Після того, як Тернер виходить з будівлі, Жубер намагається застрелити його, але Тернеру вдається розчинитися в невеликому натовпі. Наступного ранку до квартири Хейла приходить кілер під виглядом листоноші, але Тернеру вдається його вбити.
Більше не довіряючи нікому з «контори», Тернер грає в кішки-мишки з Гіґґінсом, заступником директора нью-йоркського відділення ЦРУ. За допомогою Хейла Тернер викрадає Гіґґінса, який ідентифікує Жубера як найманого вбивцю, що виконує завдання ЦРУ. Повернувшись до свого офісу, Хіггінс дізнається, що «листоноша», який напав на Тернера, працював з Жубером над попередньою операцією. Їхнім куратором у ЦРУ був Вікс.
Тим часом Тернер знаходить місцезнаходження Жубера, використовуючи свої навички зв'язківця армії США, щоб відстежити телефонний дзвінок. Тернер також дізнається ім'я та адресу Леонарда Етвуда, заступника директора ЦРУ з операцій на Близькому Сході. Тернер зустрічається з Етвудом в його особняку у Вашингтоні, допитує його під дулом пістолета і дізнається, що в оригінальному звіті, поданому Тернером до штаб-квартири ЦРУ, містилися посилання на операцію із захоплення близькосхідних нафтових родовищ. Побоюючись розголошення, Етвуд віддає приватний наказ ліквідувати відділ Тернера.
Коли Етвуд підтверджує це, з'являється Жубер і несподівано вбиває заступника директора ЦРУ. Начальство Етвуда найняло Жубера інсценувати самогубство людини, яка мала стати ганьбою, що суперечило початковому контракту Етвуда з Жубером на вбивство Тернера. Жубер пропонує винахідливому Тернеру виїхати з країни і навіть самому стати кілером. Тернер відкидає пропозицію, але прислухається до попередження Жубера, що ЦРУ намагатиметься усунути його як ще одну перешкоду, можливо, заманюючи в пастку через знайомого, якому довіряє.
Повернувшись до Нью-Йорка, Тернер зустрічається з Гіґґінсом біля Таймс-сквер. Гіґґінс описує план нафтового родовища як непередбачувану «гру», яка була спланована в ЦРУ без схвалення згори. Він захищає проект, припускаючи, що коли нестача нафти спричинить велику економічну кризу, американці вимагатимуть відновити їхнє комфортне життя будь-якими засобами. Тернер вказує на будівлю The New York Times і каже, що він «розповів їм історію». Хіггінс в жаху запитує Тернера: «Що ти наробив?». Потім він каже Тернеру, що той скоро стане дуже самотньою людиною, і запитує, чи дійсно викриття Тернера буде опубліковане. «Вони надрукують», — зухвало відповідає Тернер. Однак, коли «Кондор» відвертається, Хіггінс вигукує: «Звідки ти знаєш?»

## У ролях
| Актор           | Роль                   |
| --------------- | ---------------------- |
| Роберт Редфорд  | Джозеф Тернер          |
| Фей Данавей     | Кеті Гейл              |
| Кліфф Робертсон | Джей Гіггінс           |
| Макс фон Сюдов  | Джей Жубер             |
| Джон Гаусман    | містер Вобаш           |
| Еддісон Пауелл  | Леонард Етвуд          |
| Волтер МакДжінн | Сем Барбер             |
| Тіна Чен        | Дженіс Чонг            |
| Майкл Кейні     | С.В. Вікс              |
| Дон МакГенрі    | доктор Фердинанд Лаппе |
| Майкл Б. Міллер | Фаулер                 |
| Джесс Осуна     | майор                  |
| Діно Наріззано  | Гарольд                |
| Гелен Стенборг  | місіс Едвіна Расселл   |
| Патрік Горман   | Мартін                 |
| Гансфорд Роу    | Дженнінгс              |
| Карлін Глінн    | Мей Барбер             |
| Генк Гаррет     | листоноша              |
| Артур Френч     | посланник              |
| Джей Девлін     | високий чоловік        |

## Виробництво
Фільм знімали в Нью-Йорку (зокрема у Всесвітньому торговому центрі, на 77-й Східній вулиці, 55 East 77th Street, Бруклін-Гайтс, в Ансонії та Центральному парку), Нью-Джерсі (зокрема в терміналі Хобокен) та Вашингтоні (зокрема в Національному торговому центрі).

## Саундтрек
Уся музика Dave Grusin, крім окремо зазначеної.
1. «Condor! (Theme from 3 Days of the Condor)» 3:35
2. «Yellow Panic» 2:15
3. «Flight of the Condor» 2:25
4. «We'll Bring You Home» 2:24
5. «Out to Lunch» 2:00
6. «Goodbye for Kathy (Love Theme from 3 Days of the Condor)» 2:16
7. «I've Got You Where I Want You» 3:12 (Grusin/Bahler; sung by Jim Gilstrap)
8. «Flashback to Terror» 2:24
9. «Sing Along with the C.I.A.» 1:34
10. «Spies of a Feather, Flocking Together (Love Theme from 3 Days of the Condor)» 1:55
11. «Silver Bells» 2:37 (Livingstone / Evans; Vocal: Marti McCall)
12. «Medley: a) Condor! (Theme) / b) I've Got You Where I Want You» 1:57

## Реліз
Фільм вийшов на екрани у вересні 1975 року, заробивши $8,925,000 у кінотеатральному прокаті в Північній Америці.

## Сприйняття
Агрегатор рецензій Rotten Tomatoes повідомляє, що 88 % з 48 опитаних критиків дали фільму позитивну оцінку, а середня оцінка склала 7,3/10; консенсус на сайті такий: «Цей трилер, знятий після Вотергейту, передає параноїдальний дух часу, завдяки чіткій режисурі Сіднея Поллака та чудовій грі Роберта Редфорда і Фей Данавей».
Коли фільм вперше вийшов на екрани, критик «Нью-Йорк Таймс» Вінсент Канбі позитивно відгукнувся про нього, написавши, що фільм «не зрівняється з історіями у вашій місцевій газеті», але він виграє завдяки хорошій акторській грі та режисурі[8]. «Variety» назвав його фільмом категорії «B», який отримав великий бюджет, незважаючи на відсутність змісту[9]. Роджер Еберт писав: «Три дні кондора» — це добре знятий трилер, напружений і захопливий, і що найстрашніше в ці місяці після Вотерґейта — це те, що в нього надто вже віриться."[10].

Джон Саймон писав, як книга «Шість днів кондора» була переписана для фільму:
Дія перенесена із сонного Вашингтона до розлюченого Нью-Йорка, майже всі імена змінені, сюжет значно ускладнений, представляє менший інтерес, ніж прямий жанровий фільм, перевантажений елегією приватного, політичного і, нарешті, космічного песимізму, свого роду національним, якщо не метафізичним, фільмом про провину, щоб зачарувати розчарованих."[11].
Завершуючи свою рецензію, Саймон сказав, що урок, який він виніс з фільму, полягає в тому, що «ми повинні бути вдячні ЦРУ: воно робить те, що наші школи більше не роблять — залучає деяких людей до читання книг»[11].

Французький філософ Жан Бодріяр наводить цей фільм як приклад нового жанру «ретро-кіно» у своєму есе про історію у впливовій нині книзі «Симулякри та симуляція» (1981):
У «реальності», як і в кіно, була історія, але її більше немає. Сьогодні історія, яку нам «повертають» (саме тому, що її у нас забрали), має не більше відношення до «історичної реальності», ніж неофігурація в живописі до класичної фігурації реальності… Всі, але не тільки, ті історичні фільми, чия досконалість викликає тривогу, насторожують: «Чайнатаун», «Три дні кондора», «Баррі Ліндон», «1900», «Всі люди президента» тощо. Складається враження, що йдеться радше про досконалі римейки, про надзвичайні монтажі, які випливають радше з комбінаторної культури (або маклюанівської мозаїки), про великі фото-, кіно-, історіосинтетичні машини тощо, ніж про справжні фільми"[12].
Деякі критики назвали фільм політичною пропагандою, оскільки він вийшов на екрани невдовзі після скандалу з «Сімейними коштовностями» у грудні 1974 року, який викрив різноманітні «брудні трюки» ЦРУ. Однак в інтерв'ю Jump Cut Поллак пояснив, що фільм був написаний виключно як шпигунський трилер, і що виробництво фільму майже закінчилося на той час, коли були оприлюднені викриття у «Сімейних коштовностях», тож навіть якби вони хотіли скористатися ними, було б надто пізно для цього в процесі зйомок. Він сказав, що, незважаючи на те, що і Поллак, і Редфорд були відомими політичними лібералами, вони були зацікавлені у створенні фільму лише тому, що шпигунський трилер — це жанр, який жоден з них раніше не досліджував[13].
Я не хотів, щоб цю картину засуджували; це ж фільм. Я завжди задумував його як фільм. У мене ніколи не було жодних претензій до картини, і мене дуже злить, що до мене причепилися претензії, як хвіст до віслюка. Якби я хотів бути претензійним, то взяв би печатку ЦРУ і прорекламував би цей фільм, і дійсно скористався б заголовками. Центральне розвідувальне управління, Сполучені Штати Америки, Роберт Редфорд, Фей Данавей. І не думайте, що це не було запропоновано — очевидно, це те, що роблять рекламники. Ми з Редфордом рішуче налаштовані на те, щоб повністю зупинити це[13].

## Нагороди та номінації

### Перемоги
- Картахенський кінофестиваль: Золота Індія Каталіна, найкраща чоловіча роль, Макс фон Сюдов; 1976.
- Нагороди Давида ді Донателло: Спеціальний Девід, Сідні Поллак, за режисуру; 1976.
- Премія імені Едґара Аллана По: «Едгар» за найкращий фільм, Лоренцо Семпл-молодший, Девід Рейфіл; 1976.
- Нагороди кола кінокритиків Канзас-Сіті: Нагорода KCFCC; Найкраща чоловіча роль другого плану, Макс фон Сидов; 1976.
- Звукорежисери: Нагорода «Золота котушка»; Найкращий монтаж звуку — звукові ефекти; 1976.

### Номінації
- Нагороди Американської кіноакадемії: Оскар; монтаж фільму, Фредрік Штайнкамп і Дон Гвідіс; 1976.
- Картахенський кінофестиваль: «Золота індійська каталіна»; найкращий фільм, Сідні Поллак; 1976.
- Премія «Золотий глобус»: Золотий глобус; Найкраща жіноча роль у драматичному фільмі, Фей Данавей; 1976.
- Нагороди Греммі: Греммі; Найкращий альбом оригінальної музики, написаної для кінофільму або телевізійного спектаклю, Дейв Ґрусін; 1977.
- AFI's 100 Years… 100 Thrills; 2001[14].

## Судовий позов
У 1997 році Асоціація данських кінорежисерів (Danske Filminstruktører) від імені режисера Сідні Поллака подала до суду на Данське радіо на підставі того, що обрізка фільму для телебачення порушила художню цілісність оригінального фільму і що трансляція фільму у зменшеній екранній версії порушує авторські права Поллака. Однак справа не мала успіху, оскільки права на фільм «Три дні кондора» насправді не належали Поллаку. Вважається, що цей випадок став першим юридичним викликом практиці панорамування та сканування широкоформатних фільмів для наземної трансляції.

## Вплив на культуру
- Роздуми Жубера в передостанній сцені (див. у розділі «Сюжет» вище) про те, як Тернера може вбити ЦРУ, майже дослівно відтворюються в епізоді «Сайнфелда» «Сміттєва пошта». Ця промова використовується як попередження від Ньюмана Крамеру про те, як Поштова служба США помститься за відмову Крамера отримувати його пошту.
- У фільмі «Поза увагою» Джек Фолі (Джордж Клуні) і Карен Сіско (Дженніфер Лопес) обговорюють романтичний підсюжет фільму, який Сіско називає сумнівним.
- Супергеройський фільм за коміксами Marvel "Капітан Америка: Зимовий солдат (2014) був натхненний цим фільмом та іншими джерелами, а також оригінальним матеріалом коміксів. Режисери, брати Руссо, визнають це і кажуть, що кастинг Роберта Редфорда в їхньому фільмі був задуманий як вшанування[17].
- Мабуть, найвідомішою реплікою у фільмі є виклик Тернера Гіґґінсу: «Ти думаєш, що не бути спійманим на брехні — це те ж саме, що говорити правду?». Режисер Сідні Поллак зізнався, що використовував варіації цієї репліки у трьох інших своїх фільмах: «Тутсі» (1982), «Фірма» (1993) та «Перекладач» (2005).
- Відомий хакер Кевін Мітнік обрав собі прізвисько Кондор після перегляду фільму[18].
- R'n'B-співачка Емері використала головну тему фільму «Кондор!» для свого хіта 2002 року «Why Don't We Fall in Love».

## Телесеріали
У березні 2015 року Skydance Media у партнерстві з MGM Television та Paramount Television оголосили, що знімуть телесеріал-ремейк фільму[19]. У лютому 2017 року Макс Айронс отримав роль Джо Тернера в серіалі під назвою «Кондор для глядачів»[20].
Згодом він став серіалом, розробленим Тоддом Кацбергом, Джейсоном Сміловичем і Кеном Робінсоном. Прем'єра серіалу відбулася 6 червня 2018 року на каналі Audience. У липні 2018 року серіал було продовжено на другий сезон. Однак у січні 2020 року Audience оголосив, що припиняє свою діяльність у нинішньому форматі, фактично скасувавши шоу. Прем'єра другого сезону, вже відзнятого на момент оголошення, відбулася 9 червня 2020 року на телеканалах C More і RTÉ2.